# Ostrzeszów
Ostrzeszów [ɔ'stʃɛʃuf] (deutsch Schildberg; 1943–1945 Schildberg (Wartheland)) ist eine Stadt im Westen Polens und gehört der Woiwodschaft Großpolen an. Sie ist Kreisstadt des Powiat Ostrzeszowski sowie Sitz der gleichnamigen Stadt- und Landgemeinde. Ostrzeszów liegt etwa 130 km südöstlich von Posen und etwa 100 km nordöstlich von Breslau inmitten der Wzgórza Ostrzeszowskie, einem Höhenrücken an der Grenze zwischen Großpolen und Niederschlesien.

## Geschichte

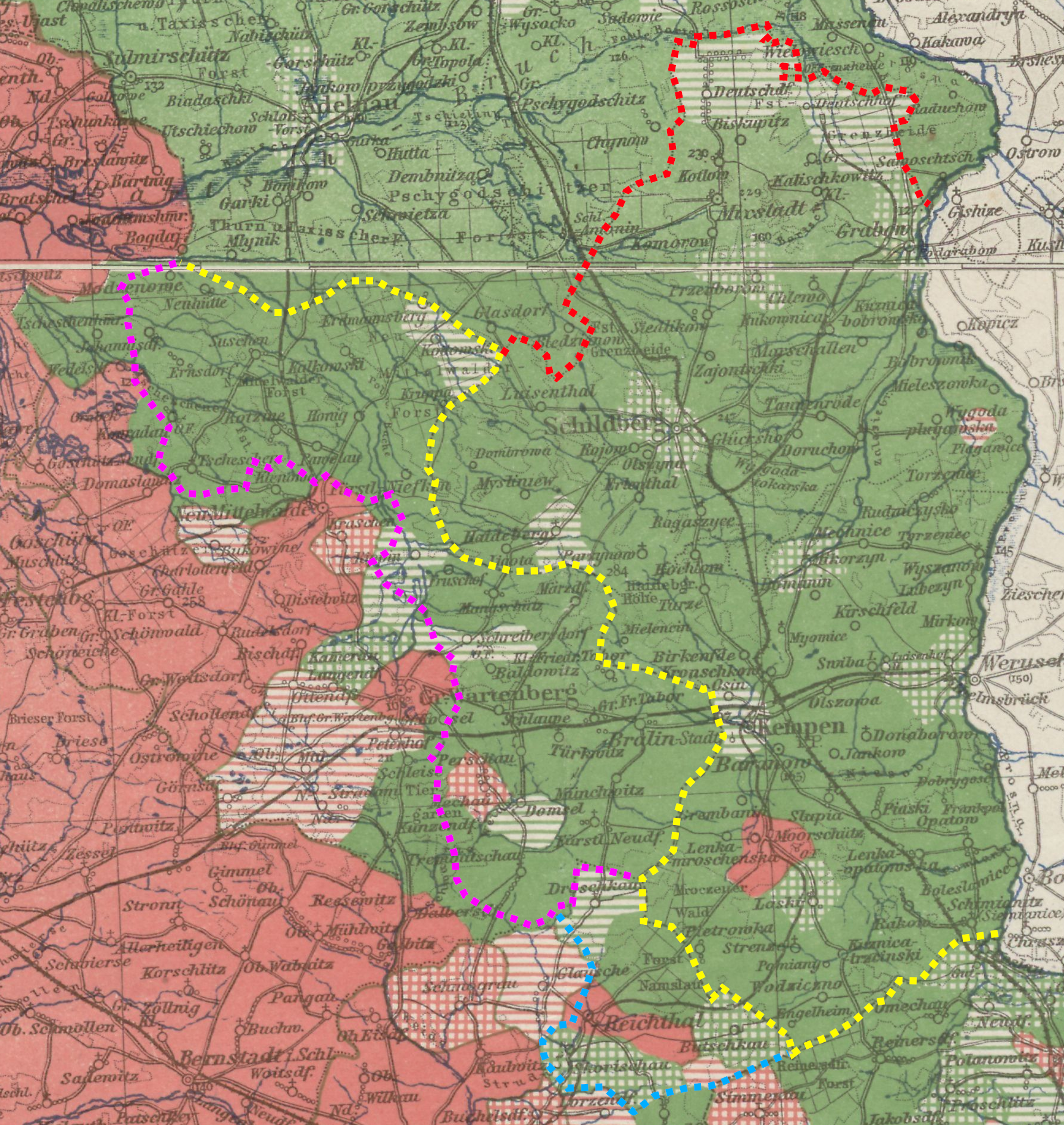
Sprachkarte der Umgebung aus dem Jahr 1910

Die Anfänge der Siedlung, aus der Ostrzeszów hervorging, reichen bis weit in die Zeiten vor der Christianisierung Polens unter den Piasten zurück. Zu dieser Zeit gehörte das Gebiet um Ostrzeszów und Kępno politisch noch zu Schlesien, wurde aber am wahrscheinlichsten um das Jahr 1146 zum Teil Großpolens. Aus dieser Zeit rührte die bis 1821 bestehende Zugehörigkeit zum Bistum Breslau. 1237 gab es in Stary Ostrzeszów (Alt-Ostrzeszów) eine Kirche und eine Burg. Zur Stadt wurde Ostrzeszów zwischen 1261 und 1283 zunächst unter dem Namen Siltperch erhoben. Im 14. Jahrhundert erfolgte unter König Kasimir dem Großen ein erster Aufschwung, der im Gefolge des Ausbaus der Stadt zur Grenzfestung mit Stadtmauern und Schloss einsetzte. Dessen Nachfolger Ludwig I. gliederte die Vorstadt Bertoldisdorff / Burtuldorff / Biertholhow in die Stadt ein und verlieh seinem treuen Vasallen Wladislaus II. von Oppeln das ganze Weluner Land, zu dem damals auch Ostrzeszów gehörte. Die Stadt stand seither in engerer Verbindung mit anderen Städten aus dem Herrschaftsbereich des Oppelner Herzogs. 1386 bestätigte er ein auf seine Veranlassung geschlossenes Schutzbündnis von 21, meist schlesischen Städten, darunter auch „Schiltberg“ zur Sicherung des Landfriedens. Die Lage der Stadt an der wichtigen Handelsstraße von Breslau über Kalisch nach Thorn hat schon König Sigismund I. dem Alten erwähnt. Die polnischen Herrscher versuchten die Entwicklung der Stadt zu fördern durch ein Salzprivileg, die Einrichtung einer Starostei und eines Powiats.
1563 wurde die separate, meistens von Juden bewohnte Stadt bzw. Schtetl namens Borek, unmittelbar nördlich von Ostrzeszów, erwähnt.
Anfangs des zweiten schwedisch-polnischen Krieges wurde die Stadt 1656 durch schwedische Truppen belagert und erobert, die daraufhin vor allem die Feste niederbrannten. Ein vom polnischen Reichstag in Erwägung gezogener Wiederaufbau der Befestigung wurde nicht realisiert. Die Stadt verlor an Bedeutung und hatte, als sie infolge der 2. Teilung Polens 1793 an Preußen überging, nur noch etwa 1000 Einwohner; der deutsche Ortsname Schildberg trat damals kaum noch in Erscheinung. Die bisher rechtlich separate Stadt Borek wurde von Preußen eingemeindet.
Von 1807 bis 1815 war Ostrzeszów Teil des Herzogtums Warschau und Kreisstadt im Departement Kalisch, 1810 werden 1300 Einwohner genannt. Nach dem Wiener Kongress gehörte die Stadt wieder zu Preußen und wurde 1818 als Kreisstadt bestätigt. Ab 1832 wurde im amtlichen Verkehr fast nur noch die früher kaum mehr auftauchende deutsche Bezeichnung Schildberg für Stadt und Kreis Ostrzeszow verwendet.
In der preußischen Zeit nahm die Bevölkerung der Stadt zunächst langsam, dann aber stark zu: für 1816 werden 1525 Einwohner angegeben, 42 Jahre später waren es (1858) erst 2289, 1871 dann 2576 und 1910 sogar 5471 Einwohner. Am Ende des 19. Jahrhunderts zählte die evangelische Gemeinde Ostrzeszów 3681 Seelen, davon viele arme polnische Bauernfamilien in benachbarten Kolonien und Dörfern.
Nach dem Ersten Weltkrieg und der Rückkehr an Polen 1918 setzte eine weitere Belebung des Wirtschafts- und Gesellschaftslebens ein. 1925 wurde in Anwesenheit von General Józef Haller in Ostrzeszów das Denkmal zum Gedenken an den Posener Aufstand (1918–1919) enthüllt.
In der Zwischenkriegszeit war Ostrzeszów Sitz einer Superintendentur der Unierten Evangelischen Kirche in Polen mit 21 Gemeinden. Die Pfarrgemeinde in Ostrzeszów, die zweitgrößte der Superintendentur, zählte im Jahr 1937 um 2000 Protestanten, meistens schon polnischsprachig.
Die Besatzung durch das Deutsche Reich während des Zweiten Weltkriegs 1939 bis 1945 brachte für die Bevölkerung harte Repressalien mit sich. Die Wehrmacht unterhielt in Ostrzeszów ein großes Kriegsgefangenenlager, in dem bis zu 125.000 polnische und alliierte Kriegsgefangene interniert waren. Der Heilag XXI (Heimkehrerlager) genannte Teil des Lagers diente der Verwahrung norwegischer Kriegsgefangener. Seine Überreste können im Norwegischen Kriegsgefangenenmuseum Ostrzeszów besichtigt werden.
Nach der Befreiung 1945 wurden Kriegszerstörungen beseitigt, und die Einwohnerzahl der Stadt wuchs im Laufe der Nachkriegsjahrzehnte stetig. Durch die polnische Gebietsreform von 1998 ist Ostrzeszów seit 1. Januar 1999 Kreisstadt des neu errichteten Powiat Ostrzeszowski.

## Verkehr
Ostrzeszów liegt an der Bahnstrecke Kluczbork–Poznań; früher bestand ferner die Bahnstrecke Ostrzeszów–Namysłaki.
Der ÖPNV in Ostrzeszów ist seit April 2022 kostenlos.

## Sehenswürdigkeiten
Sehenswert sind in Ostrzeszów die Überreste der alten Stadtbefestigung aus der ersten Hälfte des 14. Jahrhunderts mit Bastei und Stadtmauer, das ehemalige Bernhardinerkloster aus der zweiten Hälfte des 17. Jahrhunderts sowie die Stadtpfarrkirche, die hölzerne Kirche St. Nikolaus (18. Jahrhundert) und das Denkmal des Großpolnischen Aufstands.
In der näheren Umgebung lohnen die 12 km nördlich gelegene Ortschaft Antonin mit einer sehenswerten Adelsresidenz und der 8 km südwestlich in den Wzgórza Ostrzeszowskie gelegene Naherholungsort Kobyla Góra mit der höchsten Erhebung Großpolens einen Besuch.

## Gemeinde
Zur Stadt-und-Land-Gemeinde (gmina miejsko-wiejska)  gehören die Stadt selbst und eine Reihe von Dörfern mit Schulzenämtern.

## Söhne und Töchter der Stadt
- Ismar Elbogen (1874–1943), deutsch-jüdischer Gelehrter und Rabbiner
- Gotthold Rhode (1916–1990), deutscher Historiker
- Krzysztof Wielicki (* 1950), Bergsteiger
- Jacek Mencel (* 1966), ehemaliger Fußballspieler
- Paul Jerchel (1902–1944) in Brandenburg hingerichtet wegen „Wehrkraftzersetzung“

## Partnerstädte
- Stuhr – Deutschland

## Bildgalerie

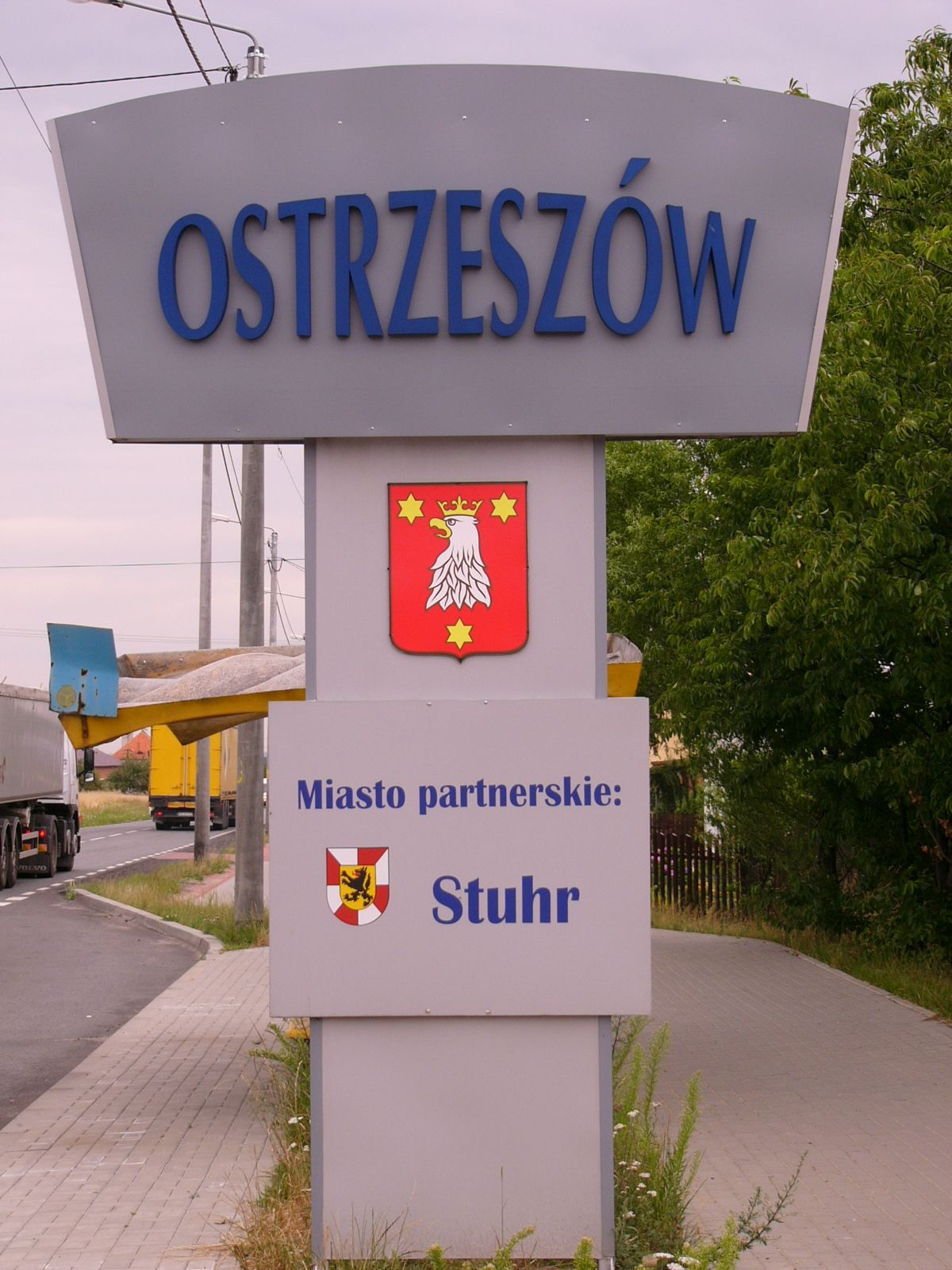
Ortsschild
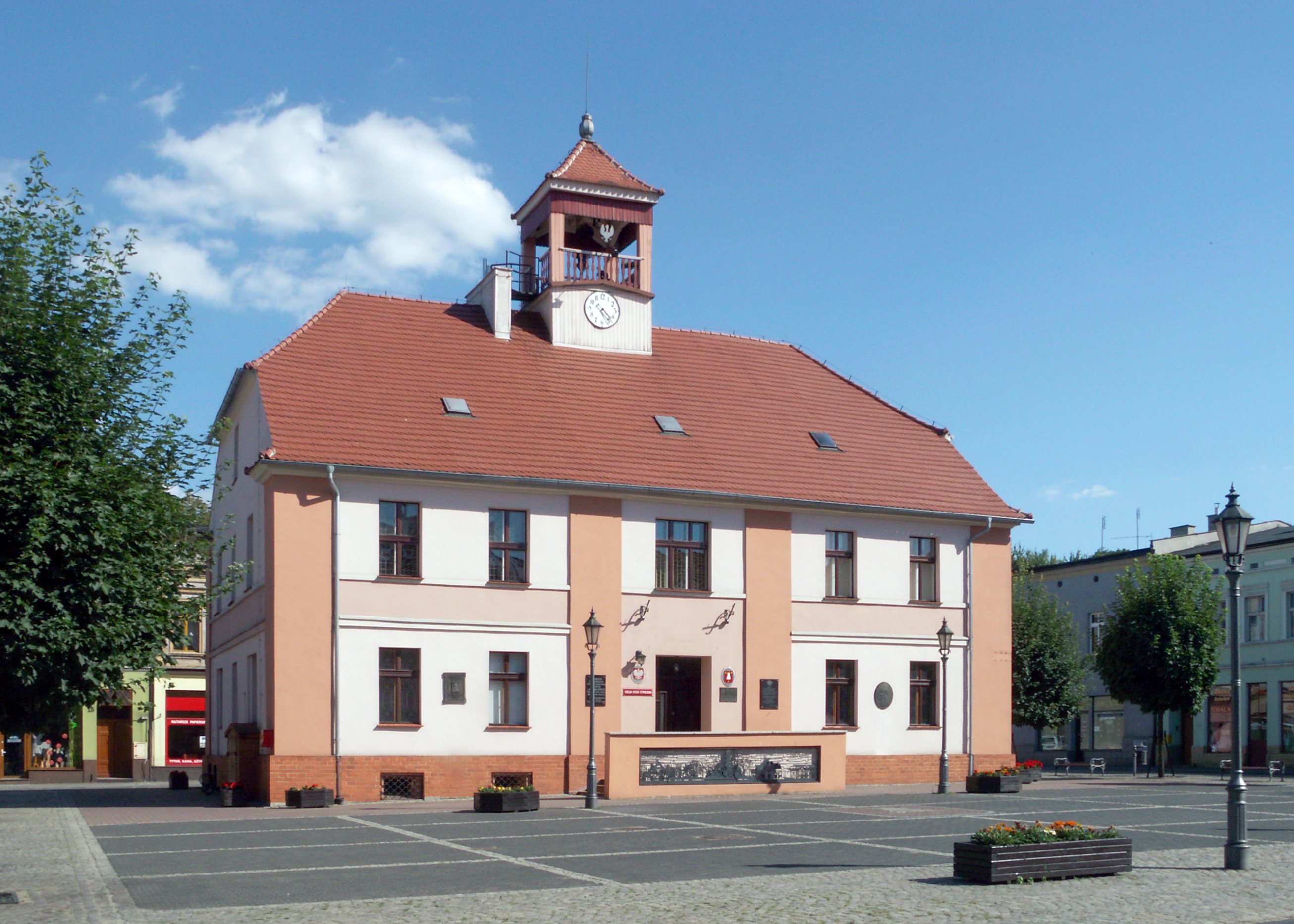
Rathaus
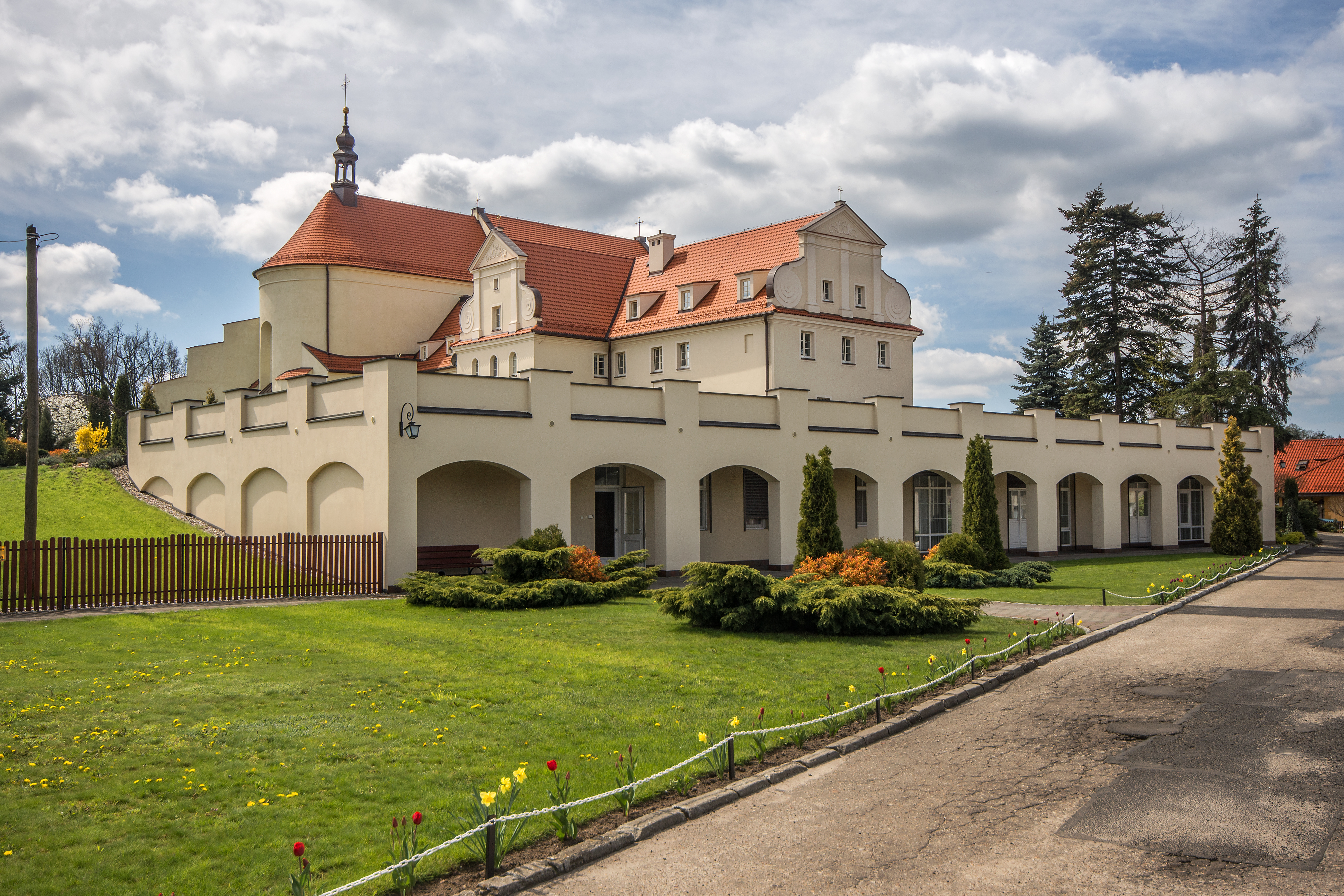
Kloster
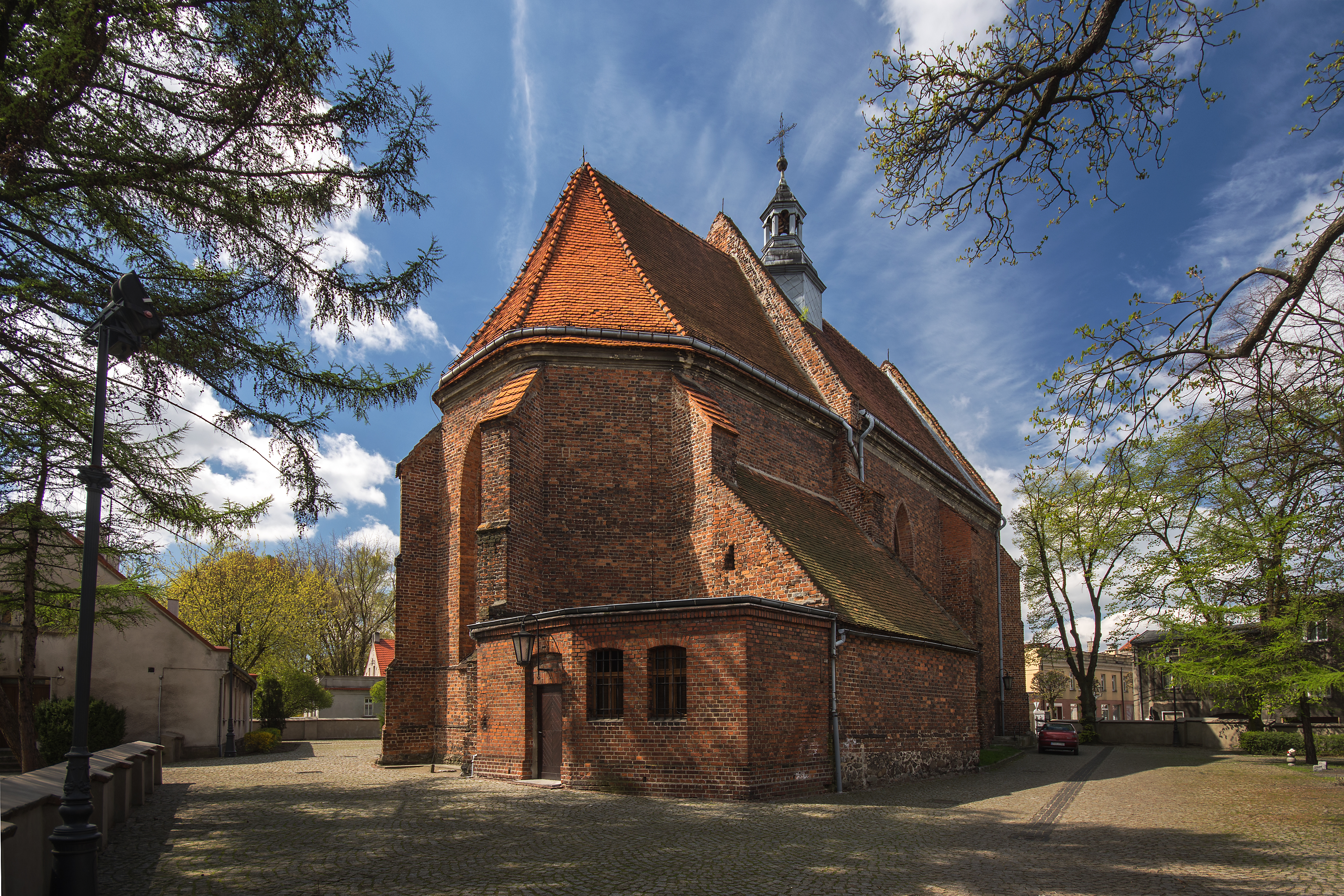
Maria-Himmelfahrts-Kirche
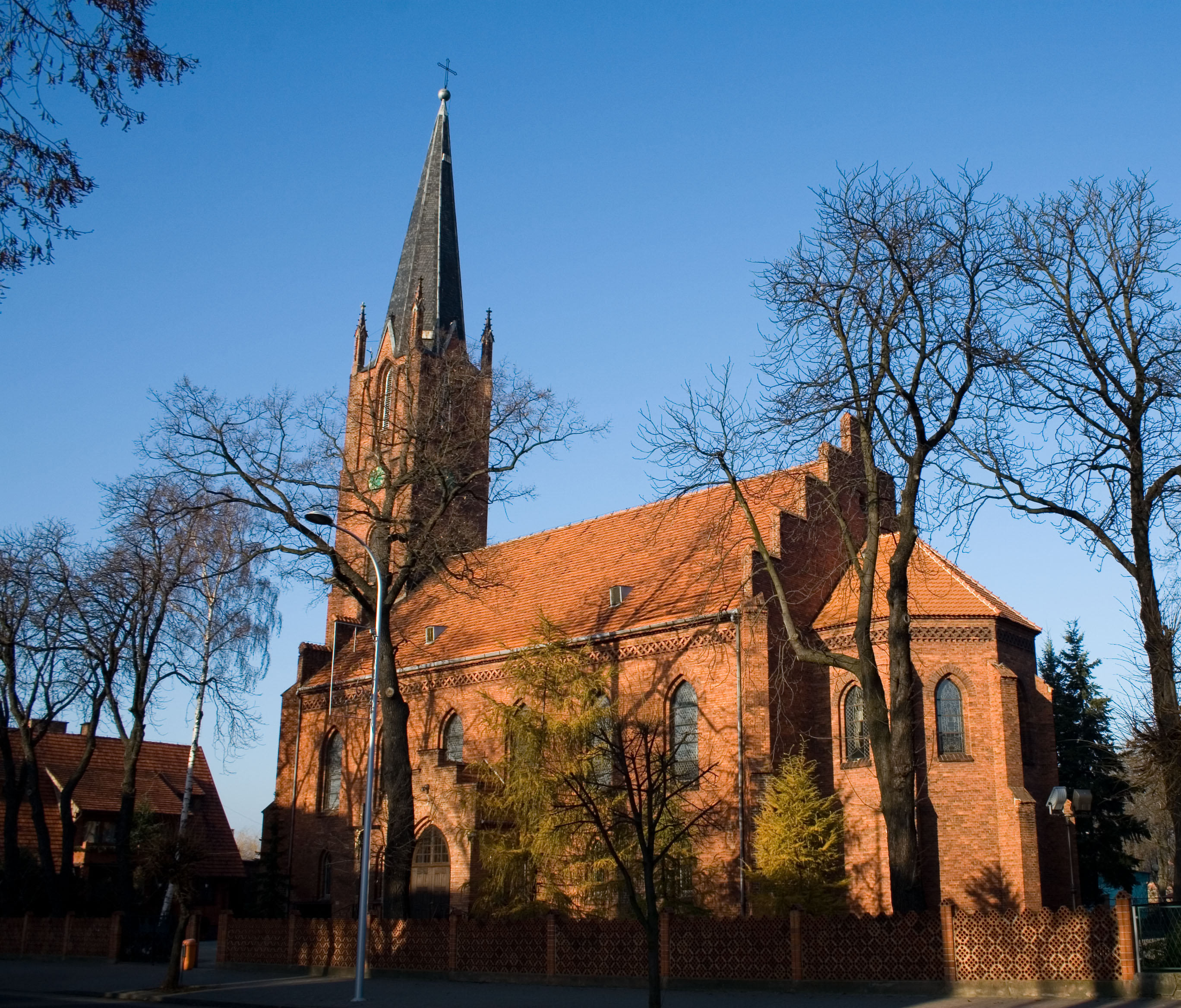
Christkönigskirche
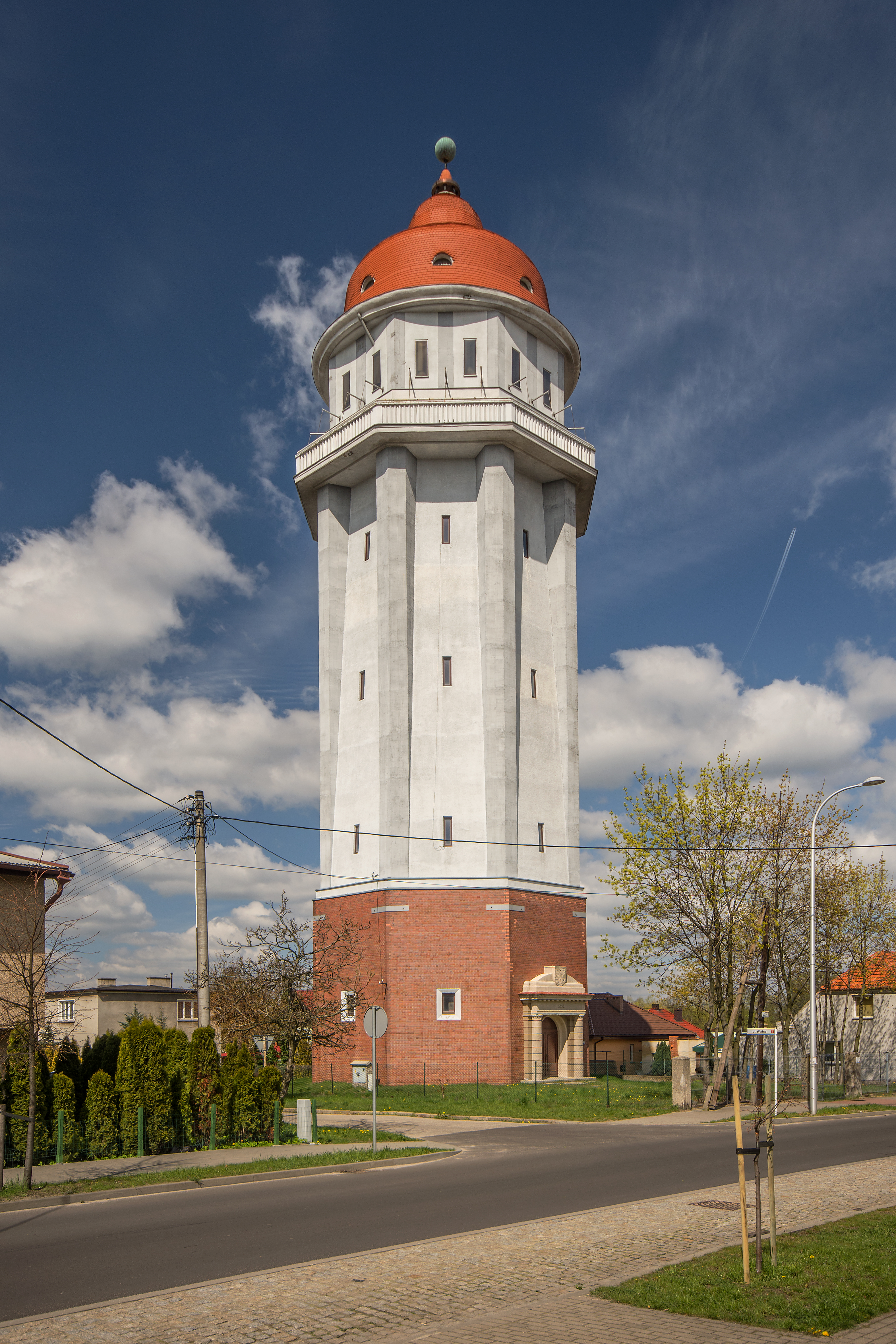
Wasserturm
Stadtplan